# 오픈 소스 개발 연구소
OSDL은 오픈 소스 개발 연구소 (Open Source Development Labs)이다.
OSDL은 2000년에 세워졌으며, 리눅스의 데스크톱, 서버, 통신장비등과의 적용과 성장을 돕기 위해 설립된 비영리 산업 컨소시엄으로, 리눅스의 확장기능 개발 및 표준규격 작성을 주도한다. OSDL에는 최초의 특별연구원인 리누스 토르발스와 브루스 해링턴이 일하고 있으며, 삼바 파일 서버를 개발한 앤드루 트린젤이 1년 동안 OSDL 특별연구원으로 있었다.
대한민국에서는 미지리써치, 한글과컴퓨터, 한국전자통신연구원(ETRI), 한국소프트웨어진흥원(KIPA) 등이 가입되어 있다.
OSDL의 데이터 센터는 미국 오리건주의 비버튼시와 일본의 요코하마시에 위치하고 있다.
OSDL은 자유 표준 그룹(FSG)과 합병하여 리눅스재단으로 통합되었다.

## 워킹 그룹
워킹그룹으로는 Accessibility, Carrier Grade Linux, Desktp Linux, Driver Backport, FHS, FOSSBazaar, Green, Mobile Linux, Naming(LANANA), Printing, Virtualization 등이 있으며, 세계적으로 중동, 유럽, 아프리가 8개, 아시아 27개, 미주지역 46개 등 총 81개의 기업과 단체가 멤버로 활동중이다.

## 같이 보기
- 자유 소프트웨어 재단